# Gesine Schwan
Gesine Schwan (22. maj 1943 i Berlin) er universitetsrektor i Frankfurt (Oder) og professor i politisk videnskab. Hun er medlem af det tyske socialdemokrati og var partiets kandidat ved forbundspræsidentvalgene i 2004 og 2009. I begge tilfælde tabte hun til Horst Köhler fra CDU, der i 2004 vandt med 604 stemmer mod Schwans 589, mens han i 2009 vandt med 613 stemmer mod Gesine Schwans 503.